# Microsoft Windows Server 2012
Windows Server 2012 er et serveroperativsystem produceret af Microsoft, der blev udgivet den 1. august 2012. Det er server-versionen af Windows 8.
Kodenavnet for systemet er Windows Server 8.